# Нижнеманчарово
Нижнеманчарово (баш. Түбәнге Маншыр) — село в Дюртюлинском районе Республики Башкортостан Российской Федерации. Входит в состав Семилетовского сельсовета.

## География

### Географическое положение
Расстояние до:
- районного центра (Дюртюли): 19 км,
- ближайшей ж/д станции (Буздяк): 159 км.

## Население
| 2002 | 2009 | 2010 |
| ---- | ---- | ---- |
| 578  | ↗579 | ↘549 |

Согласно переписи 2002 года, преобладающая национальность — башкиры (82 %), но преобладающий разговорный язык - татарский.

## Религия
В селе есть мечеть.